# قانون هویت

Law of identity

قانون هویت (به انگلیسی: Law of identity) رابطۀ منطقی بین دو شیء متحد است.
مانند هویت ریاضی یا تساوی جبری که با وجود اختلاف ارزش حروفی که نمایانگر آن‌ها است، همواره صادق است.
بسانِ رابطۀ جبری: (ب + ج) ۲ ب ۲ + ج ۲ + ۲ ب ج، که دال بر برابری دو طرف معادله است.
این هویت را در منطق صوری با علامت تساوی ({\displaystyle =}) نشان می‌دهند. مثال: ب {\displaystyle =} ب یا انسان {\displaystyle =} حیوان ناطق.
اما در جبر منطق تساوی را با علامت {\displaystyle \equiv } نشان می‌دهند. مثل ب {\displaystyle \equiv } ب …
این علامت بهتر است؛ زیرا علامت {\displaystyle =} دال بر تساوی در مقدار است نه تساوی دو شیء.

## هویت جزئیه
این اصطلاح را لارومیگو (Laromiguiere) به عناصری گفته‌است که یک کل معین، چه مادی چه نفسانی، از آن به وجود می‌آید.